# جنرال (ألمانيا)
```
جنرال
 (
تُلفظ بالألمانية:
 
[ɡenəˈʁaːl]
) هي أعلى رتبة في 
الجيش
 
الألماني والقوات الجوية الألمانية
. تصنف ك
رتبة أربع نجوم
 وهو ما يعادل رتبة 
الأدميرال
 في 
البحرية الألمانية
.
```

تم تصنيف الرتبة OF-9 في الناتو. الفئة B8 في قواعد الأجور في وزارة الدفاع الاتحادية.

## شارة الرتبة
توجد على أربطة الكتف (الجيش وسلاح الجو) أربع نقاط ذهبية (نجوم) بأوراق البلوط الذهبي.
| هير                                             | وفتوافا                                         | بقع Gorget                      |
| ----------------------------------------------- | ----------------------------------------------- | ------------------------------- |
| - جنرال لواء (بدلة الحقل) - جنرال لواء (متقاعد) | - جنرال لواء ( صندل ) - جنرال لواء (بدلة الحقل) | - جورجيت (حق) - جورجيت (اليسار) |

## التاريخ المبكر
تم تطوير نظام الرتب القياسي خلال حرب الثلاثين عامًا، حيث تكون رتبة الجنرال أعلى رتبة وعادةً ما تكون له السيادة الحاكمة (مثل القيصر أو أمير ناخب) والقائد الميداني الفعلي الذي يشغل رتبة الجنرال الليوتنانت. كان Feldmarschall أقل رتبة في ذلك الوقت، كما كان Generalwachtmeister.

## الحرب العالمية الثانية
أستخدمت رتبة جنرال الألمانية على أوسع نطاق خلال الحرب العالمية الثانية. بسبب التوسع الهائل للقوات المسلحة الألمانية (فيرماخت)، تمت ترقية «موجة» جديدة من الجنرالات في ثلاثينيات القرن الماضي التي كان من شأنها أن تقود ألمانيا إلى الحرب. [بحاجة لمصدر]

| ما يعادل كود الناتو  | OF-10            | OF-9                                                           | OF-8                                    | OF-7                                           | OF-6                                           |
| -------------------- | ---------------- | -------------------------------------------------------------- | --------------------------------------- | ---------------------------------------------- | ---------------------------------------------- |
| وصلة= الجيش الألماني |                  |                                                                |                                         |                                                |                                                |
| وصلة= لوفتفافه       |                  |                                                                |                                         |                                                |                                                |
|                      | فيلد مارشال      | غنرال أوبرست                                                   | العام للفرع                             | Generalleutnant                                | Generalmajor                                   |
| فافن إس إس           | لا يوجد ما يعادل |                                                                |                                         |                                                |                                                |
| فافن إس إس           |                  | إس إس-أوبرست-غروبن فوهرر و إس إس-أوبرست-غروبن فوهرر فافن إس إس | SS-Obergruppenführer و أوبر غروبن فوهرر | SS-Gruppenführer واللفتنانت جنرال للفافن إس إس | SS - Brigadeführer واللواء جنرال من فافن إس إس |

### فيلد مارشال
في عام 1936، أحيا هتلر رتبة المارشال الميداني.

### غنرال أوبرست
رتبة غنرال أوبرست، وعادة ما تترجم إلى «العقيد جنرال»، ولكن ربما أفضل باسم «الجنرال العليا». كان الجنرال أوبروبرت عادة قائداً للجيش.